# Багатель (парк)
Багатель (фр. parc de Bagatelle) — парк на территории Булонского леса в Париже. Является частью парижского Ботанического сада, наряду с отёйскими теплицами в том же Булонском лесу, цветочным парком и дендрарием школы Брёй в Венсенском лесу.
Парк носит название небольшого дворца на своей территории, построенного в 1775 году младшим братом Людовика XVI графом Д’Артуа на пари со своей невесткой Марией-Антуанеттой: «Построить дворец за два месяца? Пустяк! (фр. Une bagatelle!)». Пари он выиграл за счёт 900 задействованных рабочих, работавших днём и ночью. Городской муниципалитет приобрёл дворец Багатель в 1904 году.